# 邱峰
邱峰，天津中医药大学教授、博士生导师，中华人民共和国教育部长江学者特聘教授，中国国家“百千万人才工程”国家级人选，主要从事中药与天然药物药效物质研究。

## 生平
1996年获得北海道药科大学博士学位。1996年至2013年在沈阳药科大学从事教学科研工作。2013年加入天津中医药大学，现任中药学院执行院长。

## 荣誉
- 中国国家“百千万人才工程”国家级人选
- 中国教育部长江学者特聘教授